# إيمي واينهاوس
إيمي وينهاوس (بالإنجليزية: Amy Winehouse) (14 سبتمبر 1983 - 23 يوليو 2011) كانت مغنية سول وآر أند بي وكاتبة أغاني إنجليزية. اشتهرت بصوتها الكونترالتو العميق والمعبر. أصدرت ألبومين: فرانك عام 2003 وألبوم باك تو بلاك عام 2006 الذي حقق نجاحاً كبيراُ بأغنية «Rehab» التي تعني «إعادة تأهيل».

## نشأتها
ولدت إيمي وينهاوس في 14 سبتمبر 1983، في ساوثغيت، لندن، إنجلترا. كان والدها يعمل سائق تاكسي، ووالدتها صيدلانية، ولدت لعائلة يهودية محبة للفن فقد كان أخوالها جميعًا عازفين لموسيقى الجاز، وهذا زاد من حبها للفن.

## مسيرتها الفنية
أصدرت إيمي وينهاوس ألبومها الأول «Frank» في 20 أكتوبر 2003، الذي جعلها تترشح لجائزتين من جوائز بريت، وفازت أغنيتها "Stronger Than Me" بجائزة (Ivor Novello) لأفضل أغنية معاصرة لعام 2004.
وفي عام 2006، أصدرت ألبومها الثاني «Back to Black» الذي حقق نجاحا كبيرا بأغنية «Rehab» التي حققت مراكز متقدمة في المراكز العشرة الأوائل في المملكة المتحدة. وجعلها تترشح لست جوائز غرامي، منها الترشيحات الأربعة الكبرى: أفضل تسجيل للعام لـ (Rehab)، أفضل ألبوم للعام لـ (Back to Black)، أفضل أغنية للعام لـ (Rehab)، وترشحت لجائزة أفضل فنان جديد.
أغنية Rehab في جوائز غرامي فازت الأغنية بثلاث جوائز:
1- أغنية العام.
2- أفضل أداء صوتي لمغنية.
3- أفضل تسجيل في العام.

### قصة الأغنية
تم إطلاق الأغنية في أكتوبر 2006 وتم تسجيلها بواسطة إيمي واينهاوس ومارك رانسون. والأغنية كُتبت بعد أن رفضت إيمي الذهاب إلى مركز علاج الإدمان من الكحول وكلمة Rehab تعني «مركز نقاهة» أو «إعادة تأهيل» أو «علاج». تقول إيمي «سألت والدي هل يجب أن أذهب للمصحة،؟ فأجاب لا ولكنك يمكن أن تجربي،فذهبت ولمدة خمسة عشر دقيقة، ألقيت التحية وشرحت لهم لماذا أشرب. أشرب لأني أحب ولأنني أفسدت علاقتي وخرجت بعدها» وكانت الشركة المسؤولة عن إيمي هي التي نصحتها بالذهاب إلى المصحة فلذلك فسخت إيمي العقد معهم بعد ذلك، تم إطلاق فيديو كليب وفيه تظهر إيمي في النسخة الثانية وهي مستلقية على شيزلونج وكأنها تشرح لطبيب نفسي ما بها أما في النسخة الأولى فتظهر إيمي وهي تنهض من سرير وتغني والعازفين كلهم بملابس غريبة (نوم غالباً) والعجيب أن الفيديو ينتهي بأن إيمي تذهب للمصحة وتستقر بها، الأغنية احتلت مراكز متقدمة في جداول تصنيف الأغنيات لعام 2007 فكانت في العشر من كل من بل بورد "Billboard " وأم تي في آسيا " MTV Asia's" ورولنج ستون "Rolling Stone".
أما على الصعيد التجاري فقد سجلت مبيعات ضخمة سوى عن طريق الإنترنت أو البيع المباشر،.

## حياتها الخاصة
تزوجت إيمي وينهاوس صديقها بلاك فيدلر سيفل في 18 مايو 2007, والذي كان يعمل منسق أغاني (دي جي) في أحد الملاهي الليلية، وبعد زواجه منها توقف عن العمل. ألقي القبض عليه بنفس العام الذي تزوجا به، بتهمة التآمر لعرقلة العدالة. لكنهما انفصلا في نوفمبر 2008  أما هي تعاني من إدمانها الشديد على الخمر والمخدرات، والذي كاد أن يسبب بوفاتها في شهر أغسطس 2011، بعد تناولها جرعة زائدة من المخدرات، واضطرت إلى دخول مراكز إعادة التأهيل والعلاج من الإدمان أكثر من مرة.

### وفاتها
توفيت إيمي واينهاوس عشية سبت 23 يوليو 2011 عن عمر يناهز الثامنة والعشرين عامًا بعدما عُثِر عليها في منزلها في لندن وقد فارقت الحياة ولم يعرف سبب الوفاة في البداية. إلا أن التقارير اللاحقة من الشرطة أكدت أنها قد ماتت متسممة بالكحول.

## وصلات خارجية
- إيمي واينهاوس على موقع IMDb (الإنجليزية)
- إيمي واينهاوس على موقع ميتاكريتيك (الإنجليزية)
- إيمي واينهاوس على موقع الموسوعة البريطانية (الإنجليزية)
- إيمي واينهاوس على موقع روتن توميتوز (الإنجليزية)
- إيمي واينهاوس على موقع ألو سيني (الفرنسية)
- إيمي واينهاوس على موقع ميوزك برينز (الإنجليزية)
- إيمي واينهاوس على موقع رولينغ ستون (الإنجليزية)
- إيمي واينهاوس على موقع أول موفي (الإنجليزية)
- إيمي واينهاوس على موقع إن إن دي بي (الإنجليزية)
- إيمي واينهاوس على موقع أول ميوزيك (الإنجليزية)
- الموقع الرسمي لآمي وينهاوس